# 박형대
박형대(朴炯大, 1970년 7월 7일~)는 대한민국의 정치인으로, 제8회 전국동시지방선거 전라남도의원 선거 당선자(전남 장흥군 제1선거구)이다.

## 학력
- 전남대학교 농과대학 농생물학과 졸업

## 경력
- 전국농민회총연맹 정책위원장
- 박근혜퇴진 국민행동 정책위원
- 농민수당 전남운동본부 공동대표
- 장흥교육지원청 교육참여위원회 부위원장
- 2022년 7월 1일 ~ : 제12대 전라남도의회 의원
  - 제12대 전라남도의회 전반기 교육위원회 위원
  - 제12대 전라남도의회 전반기 예산결산특별위원회 위원
  - 제12대 전라남도의회 전반기 윤리특별위원회 위원

## 역대 선거 결과
|  | 32.30% |

|  | 62.02% |